# Малта на Светском првенству у атлетици на отвореном 2022.
Малта је учествовала на 18. Светском првенству у атлетици на отвореном 2022. одржаном у Јуџину  од 15. јула до 25. јула осамнаести пут, односно учествовала је на свим првенствима до данас. Репрезентацију Малте представљала је једна такмичарка која се такмичила у скоку удаљ.,
На овом првенству такмичарка Малте није освојила ниједну медаљу нити је остварила неки резултат.

## Учесници
Жене:
- Клер Ацопарди — Скок удаљ

## Резултати

### Жене
| Атлетичарка   | Дисциплина | Лични рекорд | Квалификације | Квалификације | Полуфинале | Полуфинале | Финале                | Финале       | Детаљи |
| Атлетичарка   | Дисциплина | Лични рекорд | Резултат      | Место         | Резултат   | Место      | Резултат              | Место        | Детаљи |
| ------------- | ---------- | ------------ | ------------- | ------------- | ---------- | ---------- | --------------------- | ------------ | ------ |
| Клер Ацопарди | Скок удаљ  | 6,21         | 5,79          | 13. у гр. А   |            |            | Није се квалификовала | 25 / 25 (18) |        |